# Хмілів Яр
Хмілів Яр  — струмок (річка) в Україні у Іллінецькому районі Вінницької області. Права притока річки Соб (басейн Південного Бугу).

## Опис
Довжина струмка приблизно 6,03 км, найкоротша відстань між витоком і гирлом — 4,63  км, коефіцієнт звивистості річки — 1,12 . Формується декількома струмками та загатами,.

## Розташування
Бере початок на східних схилах безіменної гори (282,1 м). Спочатку тече переважно на північний схід, далі тече на північний захід через село Паріївку і впадає у річку Соб, ліву притоку Південного Бугу.

## Цікаві факти
- У XX столітті на струмку у селі Паріївка існувала 1 газова свердловина[3].